# Сан Пјетро (Казерта)
Сан Пјетро је насеље у Италији у округу Казерта, региону Кампанија.
Према процени из 2011. у насељу је живело 157 становника. Насеље се налази на надморској висини од 45 м.